# Charles Mitchell
Charles Mitchell (Marietta, Georgia, 23 de octubre de 1993) es un baloncestista estadounidense que se desempeña como ala-pívot en Dorados de Chihuahua de la LNBP de México.

## Carrera universitaria

### Universidades
| Club                        | País           | Clase     | Año         |
| --------------------------- | -------------- | --------- | ----------- |
| Maryland Terrapins          | Estados Unidos | Freshman  | 2011 - 2012 |
| Maryland Terrapins          | Estados Unidos | Sophomore | 2012 - 2013 |
| Georgia Tech Yellow Jackets | Estados Unidos | Junior    | 2013 - 2014 |
| Georgia Tech Yellow Jackets | Estados Unidos | Senior    | 2014 - 2015 |

## Carrera profesional

### Clubes
- Actualizado hasta el 3 de agosto de 2025.

| Club                   | País                 | Año             |
| ---------------------- | -------------------- | --------------- |
| SPM Shoeters Den Bosch | Países Bajos         | 2016 - 2017     |
| BK Prostějov           | República Checa      | 2017 - 2018     |
| Ferro                  | Argentina            | 2018 - 2019     |
| Bank of Taiwan         | Taiwán               | 2019 - 2020     |
| Niigata Albirex BB     | Japón                | 2020            |
| Nacional               | Uruguay              | 2021            |
| Dorados de Chihuahua   | México               | 2021            |
| Dorados Capital        | México               | 2022            |
| Regatas Corrientes     | Argentina            | 2022            |
| Oberá                  | Argentina            | 2022 - 2023     |
| Dorados Capital        | México               | 2024            |
| Dorados de Chihuahua   | México               | 2024            |
| Capitanes de La Villa  | República Dominicana | 2024            |
| Dorados Capital        | México               | 2025            |
| Reales de La Vega      | República Dominicana | 2025            |
| Dorados de Chihuahua   | México               | 2025 - Presente |